# 20 Yanvar
20 Yanvar – stacja na linii 2 bakijskiego metra, położona między stacjami İnşaatçılar i Memar Əcəmi. Została otwarta 31 grudnia 1985 r.
Obecna nazwa upamiętnia Czarny Styczeń – radziecką interwencję w Baku w dniach 19–20 stycznia 1990, w czasie której doszło do masakry cywilnej ludności azerskiej. Do 27 kwietnia 1992 roku stacja nazywała się XI Qızıl Ordu Meydanı (plac 11 Armii Czerwonej – tej, która w 1920 r. opanowała terytorium Azerbejdżanu, doprowadzając do jego przyłączenia do Rosji Radzieckiej).

## Zamachy na stacji
19 marca 1994 r. o godzinie 13:00 na stacji 20 Yanvar doszło do zamachu. Bomba z opóźnionym zapłonem wybuchła w pierwszym wagonie pociągu w momencie, w którym skład zatrzymał się na stacji. Wskutek ataku terrorystycznego zginęło 14 osób, a 49 zostało rannych. Zamachowiec Oktaj Gurbanow zginął w czasie detonacji. Wśród ofiar był azerbejdżański muzyk jazzowy, narodowy artysta Azerbejdżanu Rafiq Babayev. Eksplozja doprowadziła do częściowego zawalenia się sufitu stacji. Pod zarzutem popełnienia przestępstwa zostali aresztowani członkowie lezgińskiego ruchu narodowego „Sadval”.